# バウンダリーゲート Daughter of Kingdom
『バウンダリーゲート Daughter of Kingdom』（BOUNDARY GATE ドーター・オブ・キングダム）は、1997年1月24日に日本電気ホームエレクトロニクスからPC-FX用ソフトとして発売されたダークファンタジー・ロールプレイングゲームである。また、同年7月17日にはPlayStation移植版が発売された。

## 登場キャラクター
フィン
声 - 森川智之

リスプ
声 - 今井由香

グレイストーン
声 - 郷里大輔

メリッサ
声 - 折笠愛

キラル
声 - 宮村優子

デミウス
声 - 佐藤正治

リオ
声 - 立木文彦

アッシュ
声 - 金尾哲夫

シーダ
声 - 高野直子

メルク
声 - 鈴木れい子

始まりの母
声 - 鈴木れい子

トールマン
声 - 戸部公爾

ハンセン
声 - 宮田浩徳

医療聖堂長
声 - 宮田浩徳

プレリアール公
声 - 石森達幸

新国王
声 - 石森達幸

知識聖堂長
声 - 丸山詠二

医师
声 - 丸山詠二

魔導聖堂長
声 - 沢木郁也

- ナレーター：沢木郁也

## スタッフ

### PC-FX版
- 原作・脚本・キャラクターデザイン・美術設定：藤川純一／NMP

NECホームエレクトロニクス
- エグゼクティブプロデューサー：安田清明
- スーパーバイザー：竹内政夫
- ディレクター：徳永佳子
- プロモーション：近藤信之、桑原秀夫
- マーケティング：NECパーソナルシステム
- スペシャルサンクス：高垣信宏、飯坂篤、橋本博忠、増谷正夫、藤原美雅子、峰岸早苗、深川悟郎

パック・イン・ビデオ
- ディレクター：関根彰規
- アートワーク：富田千穂

スタジオOX
- 戦闘シーンキャラクター・アニメーション：松岡秀明
- 美術監督：中島美佳
- アニメーション アドバイザー・声優キャスティング：松元文一
- 協力：スタジオOX

T's MUSIC
- 音楽監督：佐藤真一郎
- 効果音：角岡義行

（株）ポーラスラー
- 制作・監督・総指揮：原昭太郎
- メインプログラム：飯島潔
- サブクログラム：磐山寛貴
- プログラム協力：和田寿夫、谷広幸
- グラフィック：豊増隆寛、榛葉崇、秋田早知子、吉田雪舟、徳武由美子、八木沼志保、保屋野潤
- イベント プログラミング：石部ゆり江
- 協力：山田勝哉、初谷由利子

### PlayStation版
- 原作・脚本・人物設定・美術設定：藤川純一／NMP

パック・イン・ビデオ
- ディレクター：関根彰規
- アートワーク：富田千穂

（有）スタジオOX
- ディレクター：松元文一
- 美術監督：中島美佳
- 人物アニメ原画：松岡秀明
- 協力：スタジオOX

T's MUSIC
- 音楽監督：佐藤真一郎
- 効果音：角岡義行

（株）ポーラスラー
- プロデューサー：原昭太郎
- メインプログラム：磐山寛貴
- 企画：石部ゆり江
- デザイン補助：榛葉崇
- 進行管理：保屋野潤
- 協力：秋田早知子、豊増隆寛、藤枝貴伸

## ゲーム攻略本
- 『バウンダリーゲート 完全攻略ガイドブック』（NTT出版、1997年8月1日発売）ISBN 4-87188-878-9
- 『バウンダリーゲート ハイパーガイドブック』（光栄、1997年8月5日発売）ISBN 4-87719-494-0